# JC Aragone
Juan Cruz „JC“ Aragone (* 28. Juni 1995 in Buenos Aires, Argentinien) ist ein US-amerikanischer Tennisspieler.

## Karriere

### Anfänge und Junior Tour
Aragone, dessen Vater Facundo aus Argentinien stammt, begann mit fünf Jahren damit Tennis zu spielen, wozu ihn sein Vater, selbst Tennisprofi, animierte.
Auf der Junior Tour spielte er einige wenige Turniere. Für die US Open bekam er 2011 und 2013 jeweils Wildcards für Einzel- und Doppelbewerb, konnte dort jedoch nur ein Match für sich entscheiden. In der Junior-Weltrangliste erreichte er im April 2013 mit Rang 149 seine beste Platzierung.

### Krankheit und Studium (2012–2016)
Anfang 2012, als Aragone zu Turnieren nach Südamerika aufbrechen wollte, erkrankte er schwer. Er musste ins Krankenhaus gebracht werden, wo er direkt auf die Intensivstation verlegt wurde und drei Wochen im Koma lag. Es wurde ein Leber- und Nierenversagen diagnostiziert. Auch Monate danach konnte er noch kein Tennis spielen. Schließlich wurde bei ihm Diabetes festgestellt. Bei all seinen Matches muss er mit einem Gerät um den Bauch geklebt spielen, das vibriert, falls es zu Hypoglykämie kommt.
Auf der Profi-Tour konnte er nach zwei Matches auf der ITF Future Tour 2011 erst Ende 2013 wieder spielen. Zwischen 2013 und 2015 spielte er wenig erfolgreich nur wenige Turniere, da er Mitte 2013 ein Studium mit dem Schwerpunkt Government an der University of Virginia begann. Beim College Tennis hatte er dort eine Bilanz von 109:22 und gewann mit dem Herrenteam dreimal von 2015 bis 2017 die NCAA Division I Tennis Championships.

### Erste Erfolge auf der Profi-Tour (ab 2016)
2016 gelang ihm die erste erfolgreiche Qualifikation zu einem Challenger-Turnier in Charlottesville, wo er Liam Broady unterlag. In diesem Jahr hatte der Amerikaner seinen Traum vom Tennisprofi eigentlich schon begraben und arbeitete neben seinem Studium als Praktikant bei JPMorgan Chase, um sich auf eine Karriere im Finanzwesen vorzubereiten. Dann probierte er sich doch an Tennis und konnte bis Mitte 2017 zwei Future-Finals erreichen und einige weitere Challenger-Hauptfelder (u. a. in Gatineau und Winnetka jeweils das Achtelfinale) erreichen, sodass er nach Absagen einiger Spieler in das Feld zur Qualifikation der US Open 2017 rutschte. Dort gewann er als Weltranglisten-534. nacheinander mit Marco Cecchinato, Riccardo Bellotti und Akira Santillan gegen drei viel höher platzierte Gegner und erreichte so das Hauptfeld. Hier verlor er gegen Kevin Anderson deutlich in drei Sätzen. In der Weltrangliste konnte er sich so bis zum Ende der Saison auf Rang 426 verbessern, seiner bisherigen Höchstplatzierung.

## Erfolge
| Legende (Anzahl der Siege)  |
| Grand Slam                  |
| ATP World Tour Finals       |
| ATP World Tour Masters 1000 |
| ATP World Tour 500          |
| ATP World Tour 250          |
| ATP Challenger Tour (3)     |

### Doppel

#### Turniersiege
| Nr. | Datum          | Turnier      | Belag     | Partner         | Finalgegner                              | Ergebnis  |
| --- | -------------- | ------------ | --------- | --------------- | ---------------------------------------- | --------- |
| 1.  | 2. März 2019   | Indian Wells | Hartplatz | Marcos Giron    | Darian King Hunter Reese                 | 6:4, 6:4  |
| 2.  | 13. Juli 2019  | Winnetka     | Hartplatz | Bradley Klahn   | Christopher Eubanks Thai-Son Kwiatkowski | 7:5, 6:4  |
| 3.  | 30. April 2022 | Morelos      | Hartplatz | Adrián Menéndez | Nicolás Mejía Roberto Quiroz             | 7:64, 6:2 |